# Lada Kalina

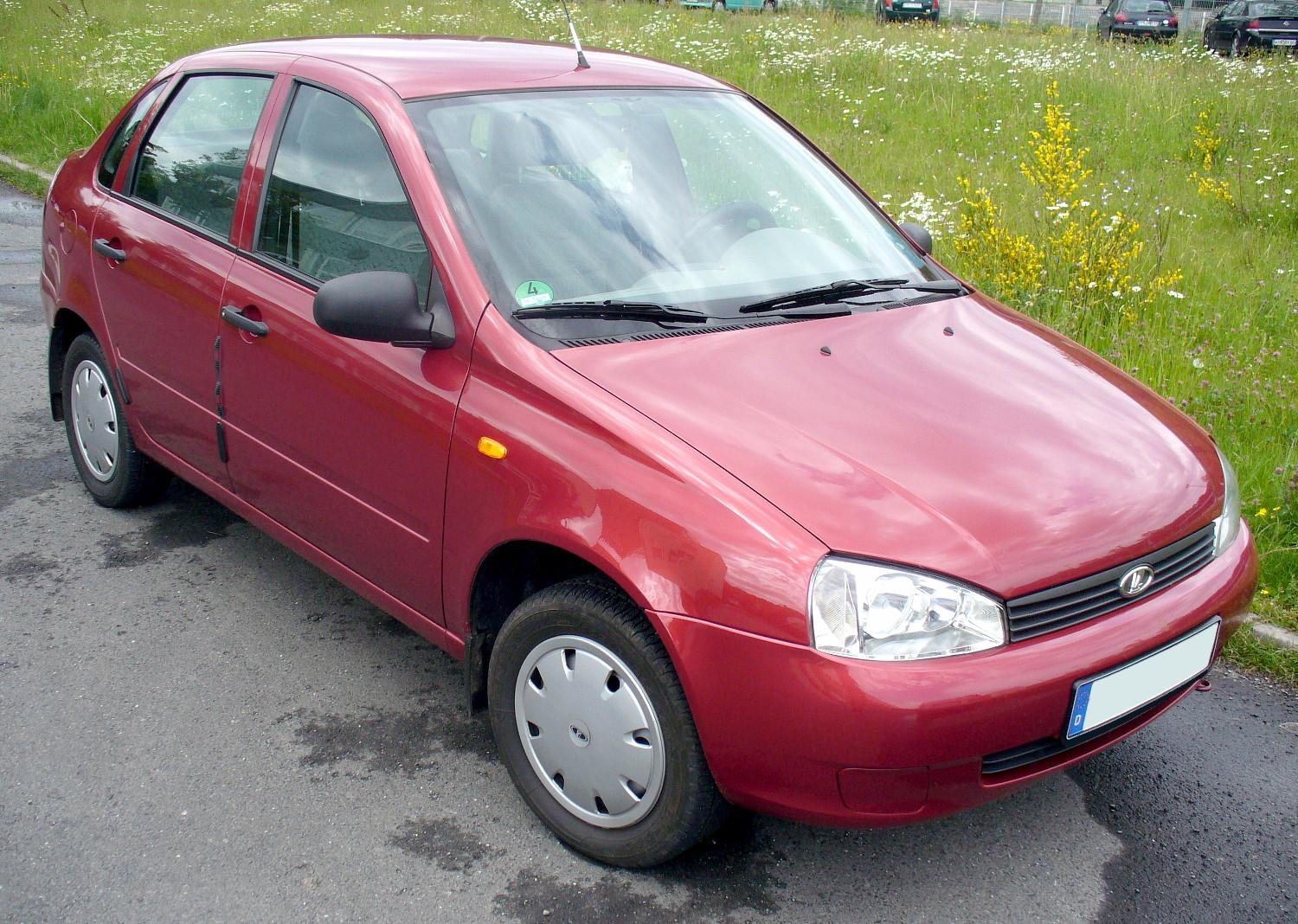
Lada Kalina sedan

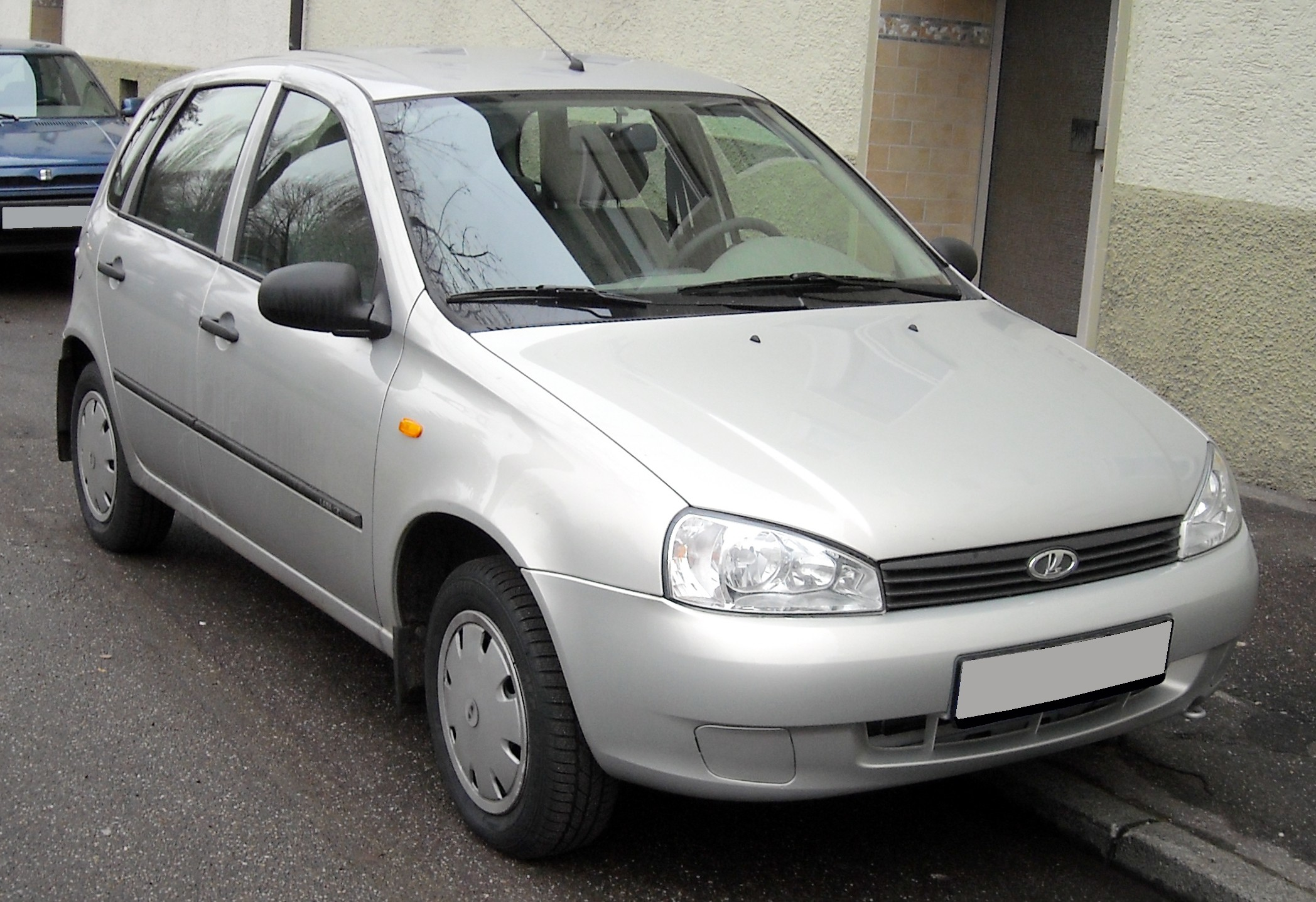
Lada Kalina hatchback

Lada Kalina je malý automobil, který vyrábí ruská automobilka AvtoVAZ pod značkou Lada. Výroba začala v listopadu 2004, ale dostupná byla až o rok později.
Existují tři modely:
- Lada 1117 - 5dveřové kombi (od 2007/2008)
- Lada 1118 - 4dveřový sedan (od 2005/2006)
- Lada 1119 - 5dveřový hatchback (od 2006)

## Motory
- 1.4 16V, straight-4, 1390 cc, 91 PS (67 kW)
- 1.6 8V, straight-4, 1596 cc, 81 PS (60 kW)